# Laufsteg

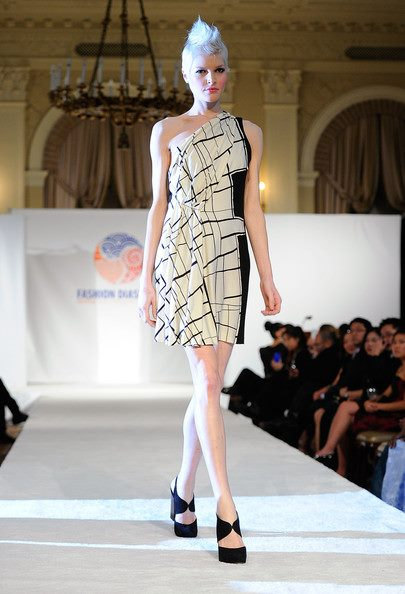
Laufsteg (Catwalk) bei einer Modenschau

Laufstege in einer industriellen Anlage

Der Laufsteg ist ein Steg, ein erhöhter Gang oder ein längliches Podest mit unterschiedlichen Funktionen.

## Modenschauen
Als Laufsteg (engl. auch  Catwalk oder runway) bezeichnet man in der Modewelt ein verlängertes Bühnenpodest ohne Geländer, das dem Defilieren während einer Modenschau dient und meist weit in die Zuschauerreihen hineinreicht. Der Laufsteg ermöglicht es den Models, den Zuschauern ihre zur Schau gestellte Mode von allen Seiten zu präsentieren.

## Industrieanlagen
In der Industriearchitektur ist der Laufsteg oder Laufgang eine Art schmale Brücke mit Geländer, die meist eingesetzt wird, um hoch liegende Maschinen (zum Beispiel Dampfkessel) oder Steuerpulte zu erreichen, für die es nicht sinnvoll ist ein vollständiges Geschoss einzubauen. Oft bestehen Laufstege aus Trittbrettern oder Gitterrosten. Letztere sind für Flüssigkeiten (z. B. Regenwasser, Kondenswasser oder Benzin) durchlässig  und auch in nassem Zustand rutschhemmend.

## Bauwesen
Im Bauwesen bezeichnet man mit Laufsteg spezielle, meist stählerne Verbindungsstege und -brücken, die durch Geländer gesichert sind und von einer Arbeitsplattform zur nächsten führen. Sie werden von Handwerkern und Bauarbeitern genutzt, um Werkzeuge und/oder Materialien zu transportieren.
Beim Bau von Hängebrücken bezeichnet man mit Catwalk die schmalen, frei durchhängenden und oft mehr als einen Kilometer langen Stege, die mit Seilen zwischen den Spitzen der Pylone sowie zwischen den Pylonspitzen und den Ankerblöcken am Boden eingerichtet werden. Sie werden als Arbeitsplattform zur Herstellung der Tragseile der Hängebrücke benötigt. Ihren Namen sollen sie von der Aussage erhalten haben, dass nur Katzen freiwillig solche schwankenden und hoch über dem Grund verlaufenden Stege benutzen würden.